# Gülse Birsel
Pour les articles homonymes, voir Birsel.
Gülse Birsel, née le 11 mars 1971 à Istanbul, est une  scénariste et actrice turque. 
Elle est notamment à l'origine de la série télévisée Avrupa Yakası diffusée de 2004 à 2009 sur ATV, fiction pour laquelle elle a été scénariste et actrice.
Elle est productrice et scénariste de la série télévisée Yalan Dünya diffusée sur Kanal D depuis 2012.